# Back at the Barnyard
Back at the Barnyard (La granja en Hispanoamérica y El corral, una fiesta muy bestia: la serie animada en España) es una serie de animación creada por Steve Oedekerk para la cadena Nickelodeon. Estrenó en Estados Unidos el 29 de septiembre de 2007 en Nickelodeon. En Hispanoamérica se estrenó el 23 de marzo de 2009 en Nickelodeon. El programa está basado en los sucesos ocurridos un tiempo después de lo sucedido en la película Barnyard, que se había estrenado en 2006. El show proviene de Estados Unidos y es producida por Omation, la división de animación de O Entertainment, en asociación con Nickelodeon Animation Studios. El humor del show está basado principalmente en referencias a películas como Vacas Vaqueras, Harry Potter, La Naranja Mecánica, entre otras, y parodias a la cultura popular.
Ésta es la segunda serie animada de Steve Oedekerk para Nickelodeon, pues él era uno de los productores ejecutivos (pero no el creador) de Las aventuras de Jimmy Neutrón: El niño genio. El 22 de enero de 2010, Nickelodeon pidió 16 nuevos episodios para extender la segunda temporada de Back at the Barnyard, cuya emisión sufrió un retraso en marzo de 2011 debido a que Omation Studios quiso darle paso a la producción de Planeta Sheen, la cual esperaban sería la próxima sensación de Nickelodeon. El 12 de septiembre de 2011, inició la emisión de los episodios restantes en Estados Unidos y, finalmente, la serie culminó el 12 de noviembre de 2011, con 52 episodios (97 segmentos) transmitidos. La serie finalizó primero en Latinoamérica, el 24 de diciembre de 2010.

## Sinopsis
La trama gira en torno a Otis y sus amigos de la granja, todos animales antropomorfizados que hablan. Otis es un animal con rasgos de vaca, con ubres que producen leche, y rasgos masculinos como la voz, que pueden hacer pensar que es un toro o buey. Es juguetón pero medianamente responsable, ya que él sabe que debe proteger a los residentes de la finca, y en cierta forma lo hace. Él y sus amigos, Pip (un ratón de granja), Cerdo (un cerdo), Peck (un gallo), Freddy (un hurón), Abby (una vaca), Duke (un perro ovejero) y Bessy (otra vaca) tienen muchas aventuras, al tiempo que contribuyen con Otis para proteger la granja. Ellos se divierten mientras el granjero no está cerca, por lo que siempre tratan de que nadie se entere de que ellos son animales que pueden hablar, pensar y hasta razonar como si fueran seres humanos. La ubicación de la granja es desconocida, pero parece que se encuentra en California. Otis y sus amigos tienen que pasar por muchos obstáculos, y en cada capítulo se muestra un nuevo y divertido problema, relacionado con los mismos miembros de La Granja o con situaciones que ellos deben atravesar. Otis intenta resolver las cosas a su manera, lo cual la mayoría de las veces origina los conflictos presentados en los episodios. A menudo, la diversión de los animales es interrumpida por la Sra. Beady, una mujer obsesionada por ellos, que quiere demostrar que los animales hablan (ellos realmente lo hacen y ella lo sabe, pero la creen loca) y quiere verlos encerrados en jaulas, y obviamente quiere que todos se enteren, y acepten que ella no está loca. Otro problema de los animales es el detestable sobrino de la Sra. Beady (el "Mocoso Beady") y sus detestables amigos, a los que les gusta torturar a los animales de la granja (que por cierto se encuentra al lado de la casa de la Sra. Beady). Los animales, cuando salen para ir a la ciudad, visten como si fueran seres humanos, pero nadie los reconoce.

## Personajes

### Principales
- Otis
- Pip
- Abby
- Pig (Sus scrofa domestica)
- Freddy
- Peck
- Bessy
- Duke

### Secundarios
- Noreen "Nora" Beady: Esposa de Nathan Beady.
- Eugene Beady: Sobrino de la Señora Beady (conocido como El Mocoso).
- Nathan Randall Beady III: Esposo de Nora Beady.
- El granjero (Sr. Comprador).

## Episodios
| Temporada | Temporada | Episodios | Estreno en los Estados Unidos | Estreno en los Estados Unidos | Estreno en Latinoamérica | Estreno en Latinoamérica | Estreno en España        | Estreno en España        |
| Temporada | Temporada | Episodios | Comienzo                      | Final                         | Comienzo                 | Final                    | Comienzo                 | Final                    |
| --------- | --------- | --------- | ----------------------------- | ----------------------------- | ------------------------ | ------------------------ | ------------------------ | ------------------------ |
|           | Barnyard  | Barnyard  | 14 de agosto de 2006          | 14 de agosto de 2006          | 6 de noviembre de 2006   | 6 de noviembre de 2006   | 28 de septiembre de 2006 | 28 de septiembre de 2006 |
|           | 1         | 26        | 29 de septiembre de 2007      | 24 de febrero de 2009         | 23 de marzo de 2009      | 12 de octubre de 2009    | 13 de julio de 2009      | 30 de septiembre de 2009 |
|           | 2         | 26        | 25 de febrero de 2009         | 12 de noviembre de 2011       | 20 de octubre de 2009    | 13 de enero de 2012      | 12 de diciembre de 2009  | 18 de diciembre de 2011  |

## Reparto
| Personaje                          | Seiyū Japón                                | Actor de doblaje Hispanoamérica                                                              |
| ---------------------------------- | ------------------------------------------ | -------------------------------------------------------------------------------------------- |
| Otis                               | Akio Ōtsuka                                | Juan Guzmán                                                                                  |
| Pip                                | Minako Kotobuki                            | Jhonny Torres                                                                                |
| Cerdo                              | Shirō Saitō                                | Rolman Bastidas                                                                              |
| Freddy                             | Kōki Uchiyama                              | Paolo Campos                                                                                 |
| Abby                               | Yurina Hase                                | Edylu Martínez (1.ª voz; †)Mariana Gamboa (2.ª voz)                                          |
| Duke                               | Taku Yashiro                               | Luis Miguel Pérez                                                                            |
| Peck                               | Sōichirō Hoshi                             | Joel González                                                                                |
| Bessy                              | Kotono Mitsuishi                           | Lileana Chacón                                                                               |
| Granjero Comprador                 | Junji Majima                               | Héctor Isturde                                                                               |
| Sra. Nora Beady                    | Akemi Okamura                              | Elena Díaz Toledo                                                                            |
| Sr. Nathan Beady                   | Akio Ōtsuka                                | Carlos Vitale                                                                                |
| Mocoso Beady                       | Akio Ōtsuka                                | José Méndez                                                                                  |
| Padre de Mocoso                    | Akio Suyama (temp. 1)Junya Enoki (temp. 2) | José Méndez                                                                                  |
| Everett                            | Akio Suyama (temp. 1)Junya Enoki (temp. 2) | José Granadillo                                                                              |
| Baxter                             | Akio Nojima                                | Gonzalo Fumero (Temporada 1)Ángel Balam (Temporada 2)Jesús Rondón (Un episodio, Temporada 2) |
| Reportero Hilly Burford            | Kōichi Yamadera                            | Héctor Indriago                                                                              |
| Oficial Fred O'Hanlon              | Kōichi Yamadera                            | Guillermo Martínez                                                                           |
| Cabra                              | Takashi Kondō                              | Armando Volcanes                                                                             |
| Narración, presentación y letreros | Akio Ōtsuka                                | Rolman Bastidas                                                                              |
| Intérprete de tema de apertura     | Kaori Sadohara                             | Luis Miguel Pérez                                                                            |
| Director de doblaje                | Akio Suyama                                | Walter Véliz                                                                                 |
| Director de casting                | Masako Nozawa                              | Manuel Sánchez                                                                               |
| Estudio de doblaje                 | Toei Audio Visual Art Center               | Etcétera Group                                                                               |

### Voces adicionales
- Ángel Balam
- Eder La Barrera
- Lidya Abboud
- Yasmil López
- Yensi Rivero
- José Granadillo
- Fernando Márquez
- Luis Carreño
- Edylu Martínez